# Emanacja
| Jednia                                             |
| Umysł - miejsce idei                               |
| Dusza świata                                       |
| Indywidualne byty duchowe (dusze ludzkie i demony) |
| Byty materialno-duchowe                            |
| Istoty ożywione                                    |
| Przedmioty materialne                              |

Emanacja (in. emanatyzm, emanacjonizm, łac. emanatio – wypływ) – w kosmogonii egipskiej i fenickiej, a także helleńskiej, sposób powstania i rozwoju wszechświata; proces wyłaniania się z pierwszej zasady (często utożsamianej z Bogiem) szeregu bytów tworzących całą rzeczywistość. Emanacja jest procesem koniecznym, a jej efekty tracą na doskonałości wraz z oddalaniem się od swego źródła.
W filozofii neoplatońskiej (zob. Plotyn) emanacją (απορροή) jest wypromieniowanie z jednej z hipostaz swojego odbicia: z Jedni, będącej ostatecznym źródłem wszelkiego bytu, wyłania się Umysł (gr. νους, trl. nous), z Umysłu Dusza, a z Duszy świat zmysłowy (przedmioty materialne). Zasadą tego procesu jest wypływająca z Jedni energia, która słabnie w miarę swojego rozprzestrzeniania się – przez co porządek powstawania bytów jest porządkiem malejącej doskonałości. Przeciwieństwem emanacji jest afirmacja prowadząca do zespolenia z Jednią. Drogą poznania Jedni jest ekstaza.
W filozofii arabskiej z prabytu emanuje duchowo-świetlista materia, z której wyłania się duch wszechświata – źródło duszy wszechświata, dające początek duszom niższym (wegetatywnym, zwierzęcym i myślącym).
Zagadnienie emanacji jest także obecne w filozofii Ulryka ze Strasburga, Dytrycha z Fryburga, F.W.J. Schellinga. Specyficzną wersję emanacjonizmu opracował Awicenna.